# Mercedes-Benz SL-Klasse

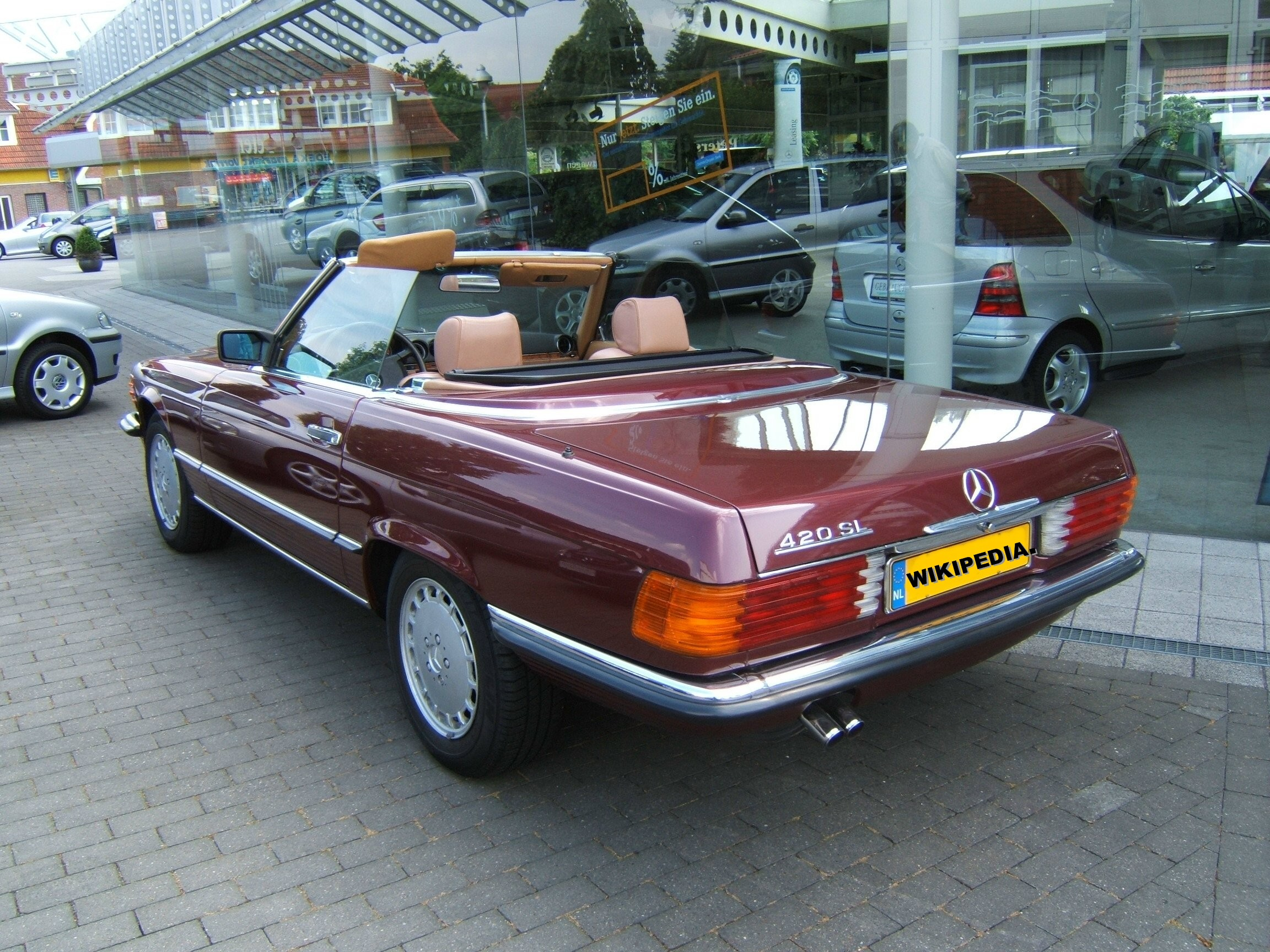
Mercedes-Benz SL R107

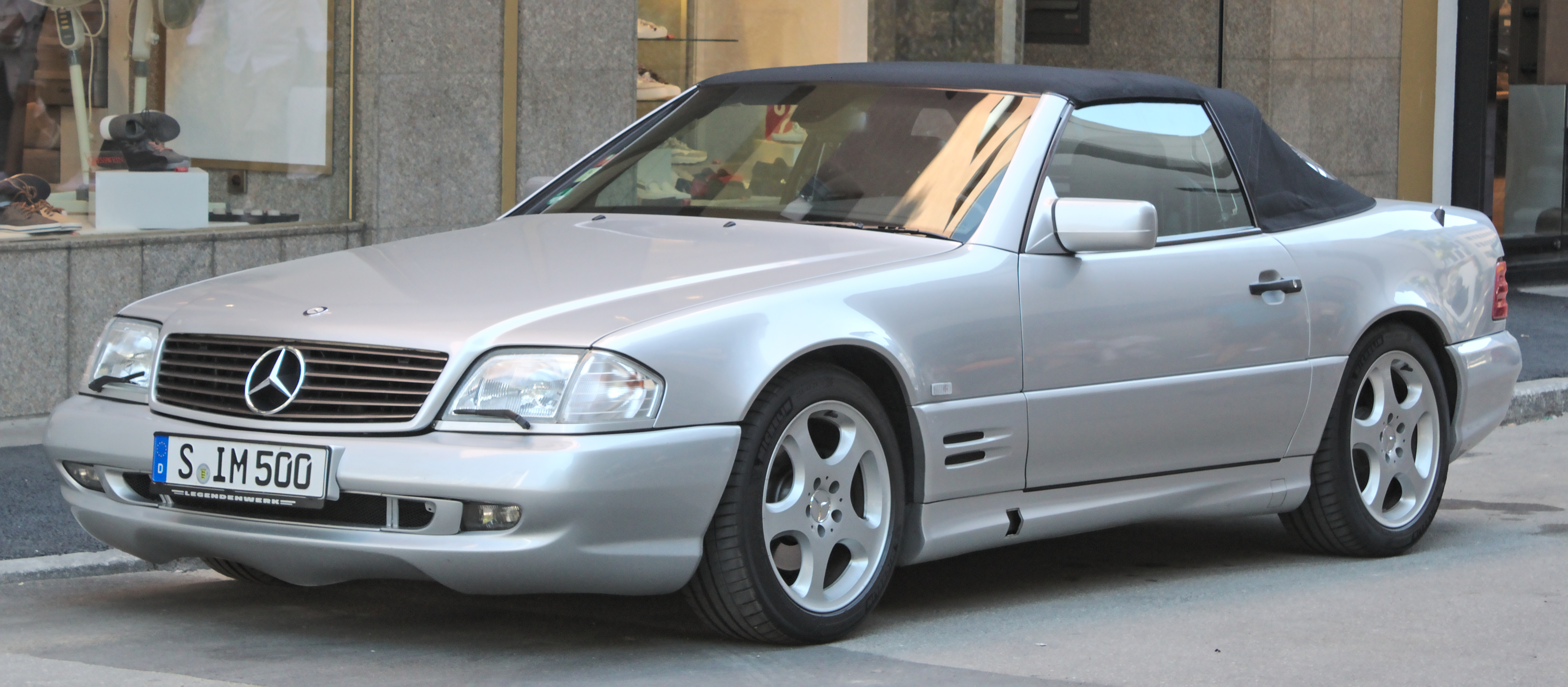
Mercedes-Benz SL R129

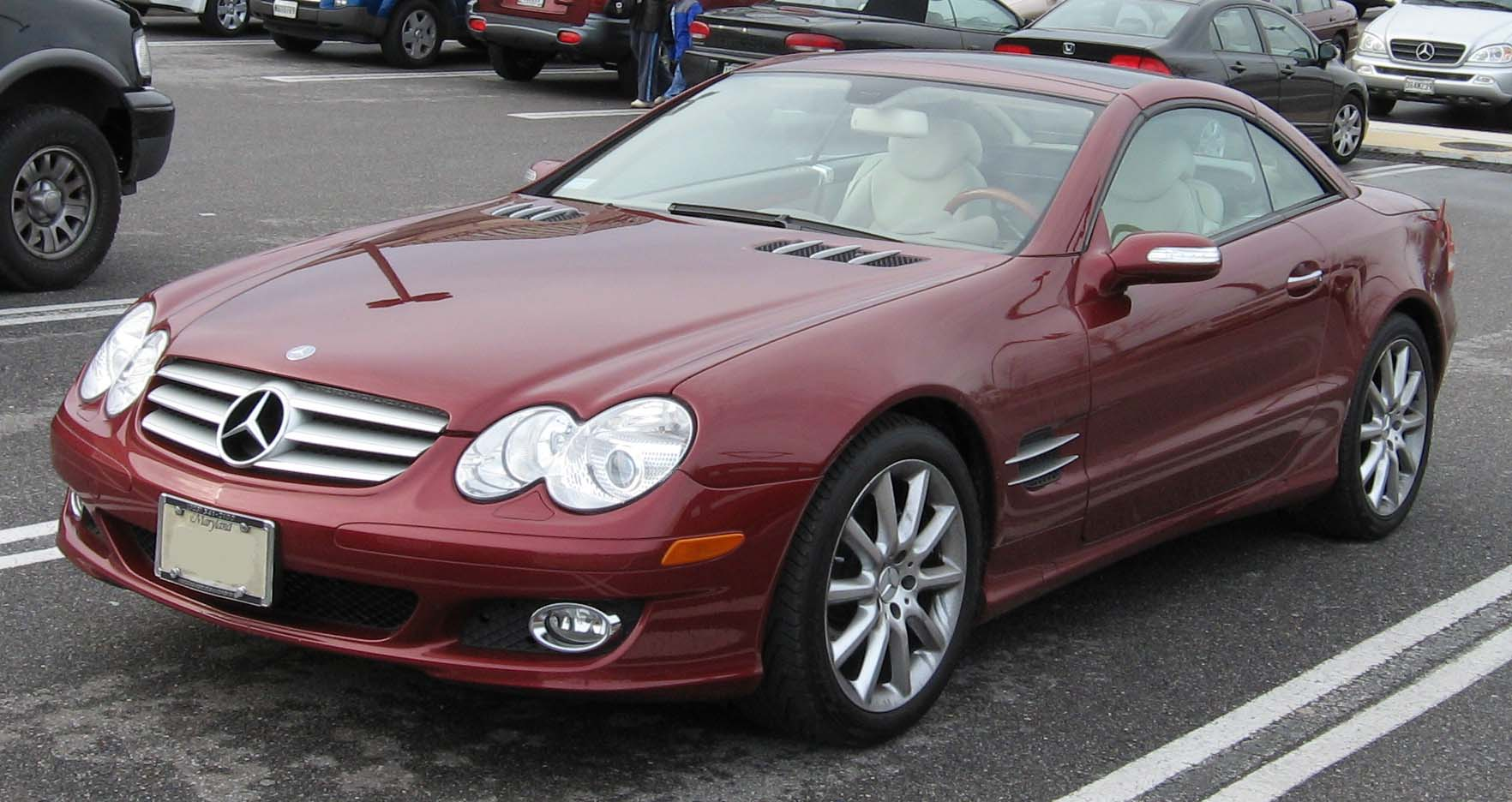
Mercedes-Benz SL 550

De Mercedes-Benz SL-Klasse is een in 1952 geïntroduceerd type auto van Mercedes-Benz. Hij werd aanvankelijk vooral gebruikt voor races, maar door de zeer grote interesse in een productieauto kwam de 300SL Gullwing, met een voor die tijd ongebruikelijk vloeiende carrosserie, vleugeldeuren en een top van ± 260km/u dankzij een injectiemotor. Van deze wagen werd ook een Roadster-uitvoering gebouwd en bepaalde delen van de 300SL zijn terug te vinden in de 300 SLR Coupe.
In de loop der jaren werd er veel aan de serie gewijzigd. De auto veranderde van een volbloed sportwagen in een sportieve cabriolet. Naast de SL Coupé werd er ook een cabriolet versie geproduceerd. Daardoor kreeg de SL een nog sportiever karakter.
Anno 2003 is de SL een coupé-cabriolet met metalen klapdak. Het is een dure sportwagen die moeiteloos kan concurreren met onder meer Porsche, Ferrari en Maserati. In de huidige serie zijn sinds 2002 een 350, 500, 600, 55 AMG en 65 AMG beschikbaar, waarvan de 600 de meest luxueuze is, en de 65 AMG de sterkste, met een 612pk leverende V12 die een trekkracht heeft van 1000 Nm.
Anno 2008 heeft de SL een facelift gehad. Hij is leverbaar als de SL 280, 350, 500, 600, 63 AMG en de 65 AMG. De SL 63 AMG is nieuw, hij heeft dezelfde motor als alle andere 63 AMG modellen, in de SL levert hij echter 525 pk.
Tevens werd in 2008 het topmodel van de SL-Klasse onthuld, de Mercedes-Benz SL 65 AMG Black Series, in navolging van de CLK 63 AMG Black Series. De SL 65 AMG Black Series heeft dezelfde biturbo V12-motor als de SL 65 AMG maar het vermogen steeg naar 670 pk. Het koppel is nog steeds begrensd op 1.000 Nm, zonder begrenzer heeft de motor 1.200 Nm maar de aandrijflijn kan dit koppel niet aan. De Black Series is ook 250 kg lichter dan de SL 65 AMG. De auto gaat in 3,9 seconden naar de 100 km/uur en heeft een topsnelheid van 320 km/uur. De SL 65 AMG Black Series zal de geestelijk opvolger worden van de Mercedes-Benz SLR McLaren.